# Quatorzième législature du Bas-Canada
Quatorzième législature 
 (24 jan. 1831 au 9 oct. 1834)
13e 15e
Palais épiscopal de Québec
 Québec, Bas-Canada
La quatorzième législature du Bas-Canada siégea du 24 janvier 1831 au 9 octobre 1834. Toutes les séances eurent lieu à Québec. Les 92 résolutions furent présentées à la Chambre d'assemblée lors de cette session, en 1834.

## Élections
Les élections générales ont lieu du 13 septembre au 26 octobre 1830. Lors de cette élection, la nouvelle carte des districts et répartition des sièges adoptée en 1829 a été utilisée pour la première fois dans son intégralité. 

## Session[3]
- Première (24 janvier 1831 — 31 mars 1831)
- Deuxième (15 novembre 1831 — 25 février 1832)
- Troisième (15 novembre 1832 — 3 avril 1833)
- Quatrième (7 janvier 1834 — 18 mars 1834)

## Représentants de la couronne[3]
- Sir James Kempt, gouverneur jusqu'au 20 octobre 1830.
- Matthew Whitworth-Aylmer, baron Aylmer, gouverneurdu 20 octobre 1830 jusqu'à la dissolution.

## Présidents de l'Assemblée[3]
- Louis-Joseph Papineau (26 janvier 1831 — 9 octobre 1834)

## Présidents du Conseil[3]
- Jonathan Sewell (24 janvier 1831 — 9 octobre 1834)
- John Richardson[4] (4 février 1831 — 15 novembre 1831)
- John Caldwell[4] (15 novembre 1831 — 9 octobre 1834)

## Députés
| District              | Député                                     |
| --------------------- | ------------------------------------------ |
| Beauce                | Antoine-Charles Taschereau                 |
| Beauce                | Pierre-Elzéar Taschereau                   |
| Beauharnois           | Charles Archambault                        |
| Beauharnois           | Jacob De Witt                              |
| Bellechasse           | Augustin-Norbert Morin                     |
| Bellechasse           | Nicolas Boissonnault                       |
| Berthier              | Alexis Mousseau                            |
| Berthier              | Jacques Deligny                            |
| Bonaventure           | Édouard Thibaudeau                         |
| Bonaventure           | John Gosset                                |
| Bonaventure           | John Robinson Hamilton (1832)              |
| Chambly               | Frédéric-Auguste Quesnel                   |
| Chambly               | Louis-Michel Viger                         |
| Champlain             | Olivier Trudel                             |
| Champlain             | Pierre-Antoine Dorion                      |
| Deux-Montagnes        | William Henry Scott                        |
| Deux-Montagnes        | Jacques Labrie                             |
| Deux-Montagnes        | Jean-Joseph Girouard (1831)                |
| Dorchester            | Henry John Caldwell                        |
| Dorchester            | Louis Lagueux                              |
| Dorchester            | Jean Bouffard (1832)                       |
| Drummond              | Frederick George Heriot                    |
| Drummond              | Edward Toomy (1833)                        |
| Gaspé                 | Robert Christie                            |
| Gaspé                 | John Le Boutillier (1833)                  |
| Gaspé                 | William Power (1832)                       |
| Kamouraska            | Amable Dionne                              |
| Kamouraska            | Charles-Eusèbe Casgrain                    |
| L'Acadie              | Robert Hoyle                               |
| L'Acadie              | François Languedoc                         |
| Lachenaie             | Charles Courteau                           |
| Lachenaie             | Jean-Marie Rochon                          |
| Laprairie             | Jean-Moïse Raymond                         |
| Laprairie             | Austin Cuvillier                           |
| L'Assomption          | Barthélemy Joliette                        |
| L'Assomption          | Édouard-Étienne Rodier (1832)              |
| L'Assomption          | Amable Éno, dit Deschamps                  |
| L'Islet               | Jean-Baptiste Fortin                       |
| L'Islet               | Jean-Charles Létourneau                    |
| Lotbinière            | Louis Méthot                               |
| Lotbinière            | Jean-Baptiste-Isaïe Noël                   |
| Mégantic              | Anthony Anderson (1832)                    |
| Missisquoi            | Ralph Taylor                               |
| Missisquoi            | Stevens Baker                              |
| Montmorency           | Philippe Panet                             |
| Montmorency           | Elzéar Bédard (1832)                       |
| Comté de Montréal     | Joseph Valois                              |
| Comté de Montréal     | Joseph Perrault                            |
| Comté de Montréal     | Dominique Mondelet (1831)                  |
| Montréal-Est          | Hugues Heney                               |
| Montréal-Est          | Antoine-Olivier Berthelet (1832)           |
| Montréal-Est          | James Leslie                               |
| Montréal-Ouest        | Louis-Joseph Papineau                      |
| Montréal-Ouest        | John Fisher                                |
| Montréal-Ouest        | Daniel Tracey (1832)                       |
| Nicolet               | Jean-Baptiste Proulx                       |
| Nicolet               | Louis Bourdages                            |
| Orléans               | François Quirouet                          |
| Orléans               | Alexis Godbout                             |
| Orléans               | Jean-Baptiste Cazeau                       |
| Ottawa                | Philemon Wright                            |
| Ottawa                | Theodore Davis (1832)                      |
| Portneuf              | Hector-Simon Huot                          |
| Portneuf              | François-Xavier Larue                      |
| Comté de Québec       | Michel Clouet                              |
| Comté de Québec       | Louis-Théodore Besserer (1833)             |
| Comté de Québec       | John Neilson                               |
| Basse-ville de Québec | Thomas Lee                                 |
| Basse-ville de Québec | George Vanfelson (1832)                    |
| Basse-ville de Québec | Thomas Ainslie Young                       |
| Haute-ville de Québec | Andrew Stuart                              |
| Haute-ville de Québec | Jean-François-Joseph Duval                 |
| Richelieu             | François-Roch de Saint-Ours                |
| Richelieu             | Clément-Charles Sabrevois de Bleury (1832) |
| Richelieu             | Jacques Dorion                             |
| Rimouski              | Paschal Dumais                             |
| Rimouski              | Alexis Rivard (1832)                       |
| Rimouski              | François Corneau                           |
| Rimouski              | Louis Bertrand (1832)                      |
| Rouville              | Jean-Baptiste-René Hertel de Rouville      |
| Rouville              | Théophile Lemay (1832)                     |
| Rouville              | Rémi-Séraphin Bourdages                    |
| Rouville              | François Rainville (1833)                  |
| Rouville              | Pierre Careau (1833)                       |
| Saguenay              | Joseph-Isidore Bédard                      |
| Saguenay              | François-Xavier Tessier (1833)             |
| Saguenay              | Marc-Pascal de Sales Laterrière            |
| Saguenay              | André Cimon (1832)                         |
| Saint-Hyacinthe       | Jean Dessaulles                            |
| Saint-Hyacinthe       | Louis Poulin (1832)                        |
| Saint-Hyacinthe       | Louis Raynaud, dit Blanchard               |
| Saint-Maurice         | Valère Guillet                             |
| Saint-Maurice         | Pierre Bureau                              |
| Shefford              | Paul Holland Knowlton                      |
| Shefford              | Samuel Wood (1832)                         |
| Sherbrooke            | Samuel Brooks                              |
| Sherbrooke            | Bartholomew Conrad Augustus Gugy (1831)    |
| Sherbrooke            | Charles Frederick Henry Goodhue            |
| Stanstead             | Ebenezer Peck                              |
| Stanstead             | James Baxter                               |
| Stanstead             | Wright Chamberlin (1833)                   |
| Stanstead             | Marcus Child (1834)                        |
| Terrebonne            | Joseph-Ovide Turgeon                       |
| Terrebonne            | Louis-Hippolyte La Fontaine                |
| Trois-Rivières        | Charles Richard Ogden                      |
| Trois-Rivières        | Jean Desfossés (1833)                      |
| Trois-Rivières        | Pierre-Benjamin Dumoulin                   |
| Trois-Rivières        | René-Joseph Kimber (1832)                  |
| Vaudreuil             | Godefroy Beaudet                           |
| Vaudreuil             | Paul-Timothée Masson (1831)                |
| Vaudreuil             | Alexis Demers                              |
| Vaudreuil             | Charles Rocbrune, dit Laroque (1833)       |
| Verchères             | Pierre Amiot                               |
| Verchères             | François-Xavier Malhiot                    |
| Verchères             | Joseph-Toussaint Drolet                    |
| William-Henry         | Jonathan Würtele                           |
| Yamaska               | Joseph Badeaux                             |
| Yamaska               | Charles-Nicolas-Fortuné de Montenach       |
| Yamaska               | Léonard Godefroy de Tonnancour (1832)      |